# Chelmsford
Chelmsford ist eine Stadt im District Chelmsford, in der Grafschaft Essex in England, ungefähr 45 km nordöstlich von London. Die Stadt liegt fast im Zentrum der Grafschaft und ist ihr Verwaltungssitz, obwohl sie nicht die größte oder älteste Stadt in Essex ist.

## Geschichte
Die Verleihung des Marktrechts durch den Bischof von London 1199 stellt die erste urkundliche Erwähnung Chelmsfords dar. Es gab aber bereits in prähistorischer Zeiten Siedlungen in diesem Gebiet. Eine neolithische Siedlung und eine aus der späteren Bronzezeit wurden im Stadtteil Springfield gefunden. Später gab es hier eine römische Siedlung mit dem Namen Caesaromagus. Die Reste eines achtseitigen Tempels befinden sich unter dem Odeon-Kreisverkehr.
Während des Zweiten Weltkriegs wurde Chelmsford mehrmals angegriffen. Die schwerste Attacke fand am Dienstag, dem 19. Dezember 1944 statt, als die 367. V2-Rakete, die in England einschlug, in der Nähe der Kugellagerfabrik niederging. 39 Menschen wurden getötet und 138 verletzt, 47 davon schwer. Mehrere Häuser wurden zerstört und hunderte beschädigt.
Der örtliche Fußballklub Chelmsford City Football Club trägt bereits seit 1938 den Namensbestandteil „City“, da man davon ausging, dass die Stadt durch die Kathedrale diesen Status bereits erhalten hätte, aber Königin Elisabeth II. verlieh Chelmsford erst 2012 aus Anlass ihres 60-jährigen Thronjubiläums den Titel einer City. Chelmsford war unter anderem einer der Austragungsorte der Cricket World Cups 1983 und 1999.
Die Bevölkerungsstand der City of Chelmsford betrug 2001 156.000; ungefähr ein Drittel leben innerhalb der Stadt.

## Wirtschaft und Infrastruktur

### Verkehr
Etwa 10.000 Pendler fahren täglich nach London, was Chelmsford zum verkehrsreichsten Durchgangsbahnhof Englands macht (der verkehrsreichste Bahnhof ist Clapham Junction).
Die Hauptverkehrsstraße A12 von London wurde ursprünglich von den Römern konstruiert, um London und Colchester zu verbinden; einst durchschnitt die Straße Chelmsford, heute wird sie im Osten der Stadt umgeleitet.
Zur Reduzierung der Verkehrsstaus war in den 1970er-Jahren der Army and Navy Flyover errichtet worden, der täglich bis 14:30 als Einbahn ins Stadtzentrum und danach als Einbahn in die andere Verkehrsrichtung diente. Dieses verkehrstechnische Experiment wurde immer wieder als zu unsicher kritisiert. Der Flyover wurde 2020 nicht mehr saniert, sondern gänzlich entfernt.

### Wirtschaft
Seit dem 19. Jahrhundert ist Chelmsford ein wichtiges Industriezentrum Englands. 1878 wurde hier die erste Elektromaschinenfabrik im Vereinigten Königreich gebaut, 1898 die erste Kugellagerfabrik.
1898 eröffnete Guglielmo Marconi, der „Vater des Radios“ die erste Radiofabrik der Welt in der Hall Street, wo anfangs ca. 50 Mitarbeiter beschäftigt wurden. 1920 wurde die Fabrik zum Standort der ersten offiziellen Rundfunkübertragung des Vereinigten Königreichs. 1922 starteten die ersten Rundfunkübertragungen zur Unterhaltung im Forschungszentrum von Marconi in Writtle bei Chelmsford.

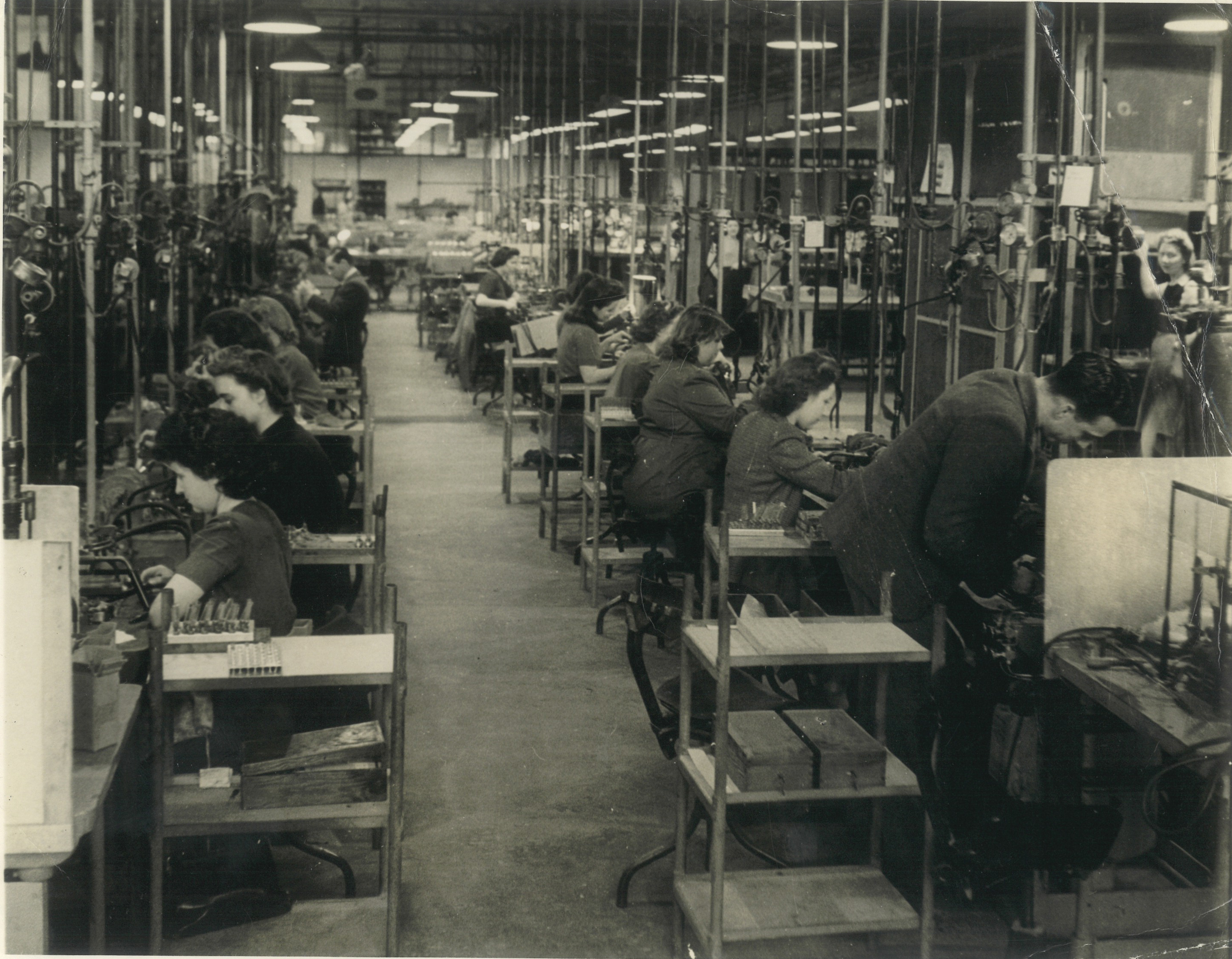
Frauen, die in den 1950er Jahren Montagearbeiten in der Marconi New Street-Fabrik in Chelmsford durchführten

In Chelmsford befindet sich heute ein Logistikzentrum von Aldi sowie ein größerer Standort von BAE Systems.

### Bildung
Chelmsford ist der Standort für einige Abteilungen der Universität Anglia Ruskin University.

## Religion
Chelmsford hat die kleinste Kathedrale in England. John Dee, der Euklid ins Englische übersetzte, besuchte im 16. Jahrhundert die Schule der Kathedrale.
Seit 2020 befindet sich im etwa 8 km südlich entfernten West Hanningfield das britische Zweigbüro der Zeugen Jehovas.

## Sehenswürdigkeiten
Zu den Sehenswürdigkeiten von Chelmsford gehört Writtle, wo König Robert I. von Schottland zum zweiten Mal heiratete; weiter Pleshey, wo die Ruinen einer einst wichtigen Burg stehen. Diese Burg wird im Theaterstück Richard II. von William Shakespeare erwähnt.
Hylands House und Garten, nicht weit westlich der Stadt, war lange Zeit verlassen, wurde jetzt aber rekonstruiert. Es ist für die Öffentlichkeit zugänglich und wurde in den letzten Jahren zum Standort eines beliebten Musikfestes. Auch fand im Hylands Park im Sommer 2007 das 21. World Scout Jamboree statt.
Der ehemalige Palace of Beaulieu befindet sich in der Nähe.

## Partnerstädte
- Annonay, Frankreich (seit 1999)
- Backnang, Deutschland (seit 1990)

## Söhne und Töchter der Stadt
- Elizabeth Clarke (ca. 1565–1645), Opfer der Hexenverfolgung
- Frederick Brown (1851–1941), Maler und Kunstpädagoge
- Arthur Tomson (1858–1905), Landschafts-, Tiermaler, Illustrator und Kunstschriftsteller
- Ron Loveday (1900–1987), australischer Gewerkschaftsfunktionär und Politiker
- Florence Attridge (1901–1975), Leiterin eines Frauenteams in der Marconi New Street Works-Funkfabrik
- Sandra Eades (* 1949), Malerin und Fotokünstlerin
- Thomas Wheatley (* 1951), Schauspieler
- Hazell Dean (* 1952), Sängerin, Songwriterin und Musikproduzentin
- Steve Blame (* 1959), britisch-deutscher Fernsehmoderator und Filmproduzent
- Najma Akhtar (* 1962), Jazz-Sängerin
- Sarah Cracknell (* 1967), Frontsängerin der britischen Band Saint Etienne
- Simon Dolan (* 1969), Unternehmer und Autorennfahrer
- Sarah Hardcastle (* 1969), Schwimmerin
- Martin Hathaway (* 1969), Jazzmusiker
- Guthrie Govan (* 1971), Gitarrist
- Toby Gard (* 1972), Computerspiel-Entwickler, Erfinder der Tomb-Raider-Reihe
- Luke Healy (* 1973), Schauspieler, Filmproduzent und Drehbuchautor
- Thomas Jenkinson (* 1975), Musiker
- Richard Westbrook (* 1975), Automobilrennfahrer
- Tom Payne (* 1982), Schauspieler
- Rebecca Gallantree (* 1984), Wasserspringerin
- Stuart Hall (* 1984), Autorennfahrer
- Sarah Ainsworth (* 1985), Freestyle-Skier
- Gus Kenworthy (* 1991), Freestyle-Skier
- Cassyette (* 1993), Rocksängerin
- Matthew Coward-Holley (* 1994), Sportschütze
- Josh Webster (* 1994), Automobilrennfahrer
- Isaac Hayden (* 1995), Fußballspieler
- Angela Addison (* 1999), Fußballspielerin
- Oliver Bearman (* 2005), Automobilrennfahrer